# Tatuum
Tatuum – polska sieć odzieżowa, której pierwszy sklep w Polsce został otwarty w 1999 roku. Właścicielem marki jest firma KAN sp. z o.o. z siedzibą w Łodzi. Sieć posiada 102 salony na terenie Polski, na Węgrzech, w Czechach, i na Słowacji.